# FK Metalurg Skopje
FK Metalurg (macedoniană:ФК Металург) este o echipă de fotbal din Skopje, Macedonia. Au câștigat o singură dată Prima Ligă Macedoniană, în 1987.

## Lotul de jucători
Din 26 iunie 2009.
| Nr. |                   | Poziție | Jucător              |
| --- | ----------------- | ------- | -------------------- |
| 25  | Macedonia de Nord | P       | Vance Mancevski      |
| 2   | Macedonia de Nord | F       | Aleksandar Donev     |
| 28  | Macedonia de Nord | F       | Miroslav Vajs        |
| 21  | Macedonia de Nord | F       | Zoran Jovanovski     |
| 3   | Macedonia de Nord | F       | Dimitrija Lazarevski |
| 4   | Serbia            | F       | Djordje Tadic        |
| 6   | Serbia            | M       | Bojan Mihajlović     |
| 5   | Serbia            | M       | Milan Djuric         |
| 19  | Macedonia de Nord | A       | Baže Ilijoski        |
| 8   | Macedonia de Nord | A       | Krste Velkoski       |
| 16  | Serbia            | M       | Jovan Stefanovic     |

| Nr. |                   | Poziție | Jucător             |
| --- | ----------------- | ------- | ------------------- |
| 12  | Macedonia de Nord | P       | Aleksandar Efremov  |
| 7   | Macedonia de Nord | M       | Emir Sabani         |
| 14  | Macedonia de Nord | A       | Aleksandar Popovski |
| 15  | Macedonia de Nord | M       | Gjoko Cvetanovski   |
| 17  | Macedonia de Nord | F       | Aleksandar Milusev  |
| 20  | Macedonia de Nord | F       | Omer Bisevac        |
| 17  | Macedonia de Nord | M       | Jovica Trajcev      |
| 11  | Macedonia de Nord | M       | Blagojce Rutevski   |
| 10  | Macedonia de Nord | M       | Mile Krstev         |
| 9   | Macedonia de Nord | A       | Blagoja Gesoski     |
| 23  | Brazilia          | M       | Carlos Adelcio Neno |